# Oldedalen
Oldedalen er en sydvendt dal og bygdesamfund inderst i Nordfjord, syd for Olden i Stryn kommune i Vestland fylke i Norge. Centralt i dalen er Oldevatnet og Oldenelven som løber gennem dalen og ud i Nordfjorden. Den er cirka 20 kilometer lang, omgivet af 1500-1800 meter høje fjelde på begge sider. Dalen er en landbrugsbygd, men som også rummer mange turistrettede tiltag. Særlig kendt er turiststedet Briksdalsbreen. I Oldedalen ligger også Hansa Bryggeris tapperi for Olden brevann.
Oldedalen er en frodig bygd med et godt grundlag for landbrug. Inderst i dalen ligger gårdene Gytri, Yri, Rustøen, Mykløen, Høgalmen, Myklebust, Melkevold, Briksdal, Åbrekk, Tungøen, Åberg og Kvamme.